# Micrura ambigua
Micrura ambigua är en djurart som tillhör fylumet slemmaskar, och som beskrevs av Friedrich 1958. Micrura ambigua ingår i släktet Micrura och familjen Lineidae. Inga underarter finns listade i Catalogue of Life.